# Parvovirus humano B19
El parvovirus humano B19 es un virus de hospedero humano perteneciente a la familia Parvoviridae, fue descubierto accidentalmente en 1974 en el suero de un donante de sangre asintomático mientras se realizaba el tamizaje de infección por el virus de la hepatitis B. Las siglas B19 provienen del identificador del grupo de donantes donde fue hallado el virus (19 del panel B). 
En niños de edad escolar suele producir el eritema infeccioso o ‘quinta enfermedad’, caracterizada por el signo de la cachetada (eritema maculopapular simétrico en las mejillas) aunque existe la infección asintomática. El contacto con el virus produce inmunidad de por vida.

## Características
Se clasifica como eritrovirus por su tropismo por precursores eritrocíticos en la médula ósea. Es un virus desnudo pequeño (unos 20 kDa), con ADN monocatenario de polaridad negativa como ácido nucleico de limitada capacidad codificadora. Tiene cápside icosaédrica y es considerablemente resistentes en el ambiente.

## Patologías
El parvovirus humano B19 se asocia con diversas enfermedades además del eritema infeccioso, demostrando infecciones esporádicas o epidémicas:
- Artritis y otras patologías de las articulaciones.
- Hidropesía fetal.
- Quinta enfermedad.
- Crisis anémicas como la anemia aplásica por lisis de precursores de células eritrocíticas.

## Epidemiología
Es de distribución mundial, se estima que un 75 % de los adultos son seropositivos para el B19, siendo mayor la incidencia antes de la edad de 18 años, aunque la exposición al virus continúa en la vida adulta.
Afecta a ambos sexos por igual, y es más común en niños en edad escolar y preescolar, en especial en la primavera.
El virus puede aislarse de muestras faríngeas, secreciones respiratorias y en el suero de personas enfermas y sanas. El método de transmisión es por vía respiratoria, parenteral y vertical (de la madre al feto). Individuos con anticuerpos B19 (IgG) generalmente son considerados inmunes contra reinfecciones, aunque es posible ver recurrencia en una minoría de los casos.

## Tratamiento
No existe un tratamiento antiviral específico. Se ha usado con algún éxito la inmunoglobulina intravenosa.